# Arbëreshë
Els Arbëreshë són una minoria d'ètnia albanesa que viu a Itàlia. En són uns 100.000, dels quals uns 80.000 encara parlen l'albanès i viuen a 46 comunes de Sicília, Basilicata, Calàbria, Molise, Pulla, Campània i Abruços. Són cristians albanesos i s'hi establiren pels voltants del segle xvi. Tenen un cert reconeixement lingüístic, a diferència dels de Grècia, i darrerament s'han vist reforçats pels nous immigrats albanesos.

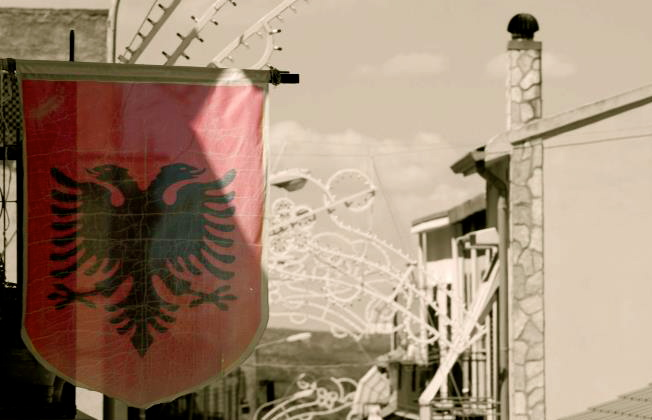
Bandera albanesa a Contessa Entellina/Kundisa

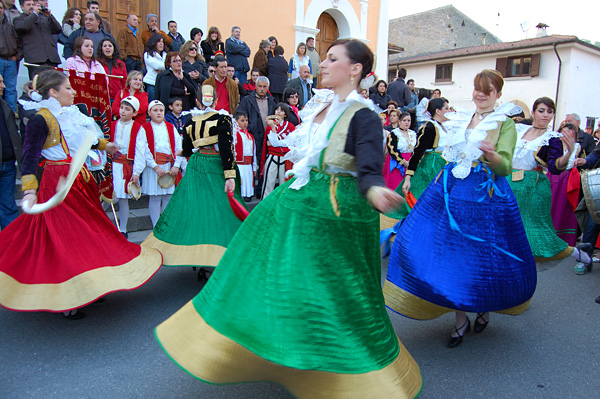
Dones amb vestit tradicional albanès a San Basile

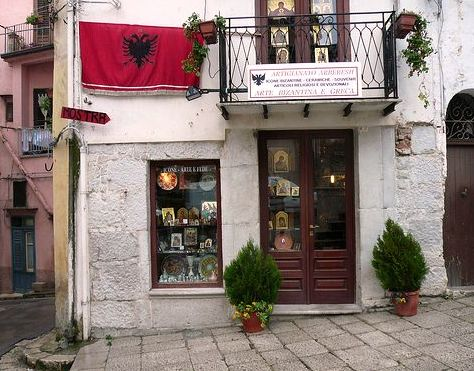
Artesania albanesa

## Distribució
- Abruços
  - Província de Pescara

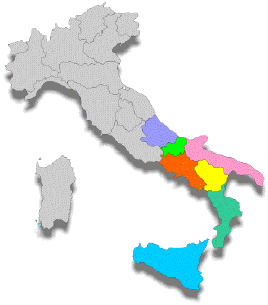
Albanesos per regions:
Abruços, 500
Basilicata, 9.000
Calàbria, 88.000
Campània, 2.000
Molise, 25.000
Pulla, 113.000
Sicília, 64.000

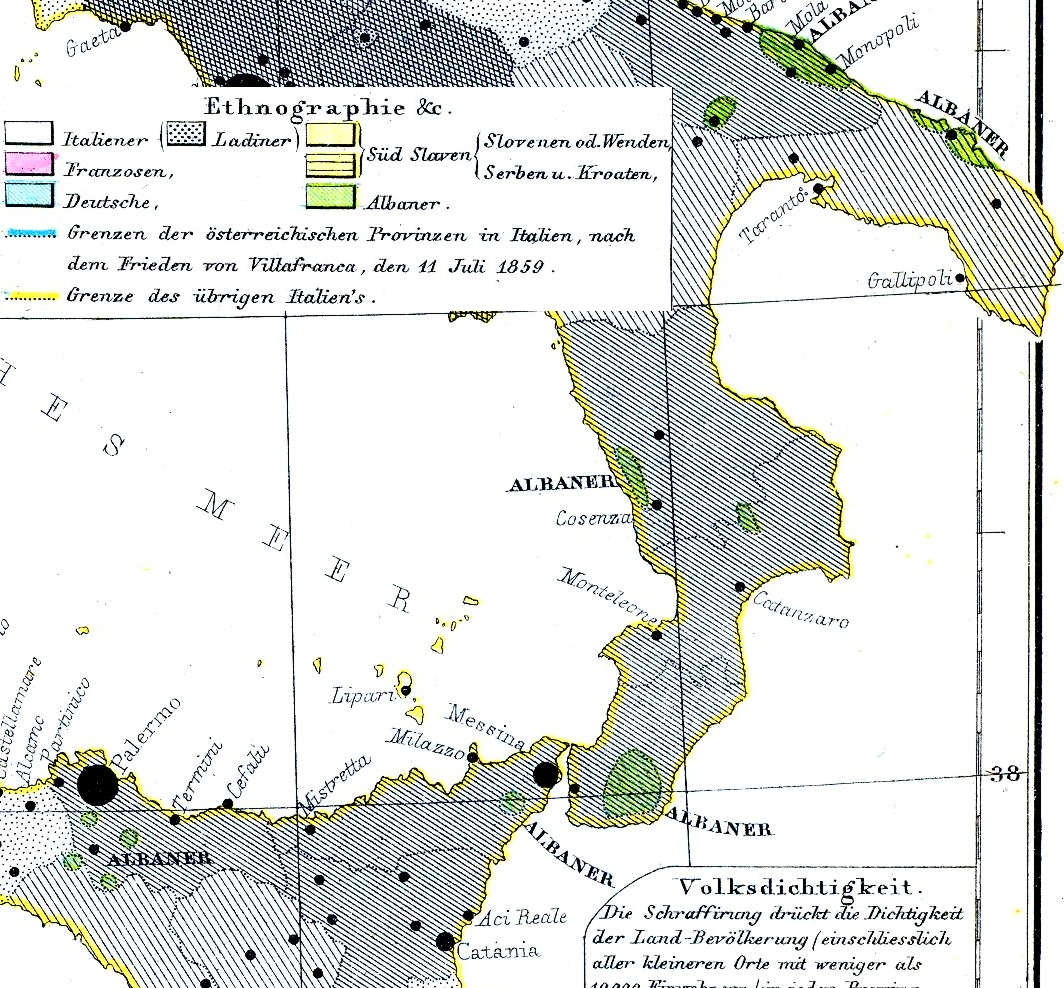
Mapa etnogràfic de 1859

    - Villa Badessa (fracció de Rosciano): Badhesa
- Basilicata
  - Província de Potenza
    - Barile: Barilli o Barili
    - Ginestra: Zhura
    - Maschito: Mashqiti o Mashkjiti
    - San Costantino Albanese: Shën Kostandini o Shen Kostandini
    - San Paolo Albanese: Shën Pali o Shen Pali
- Calàbria
  - Província de Catanzaro
    - Andali: Dandalli
    - Caraffa di Catanzaro: Garrafa o Garafa
    - Marcedusa: Marçidhuza
    - Vena di Maida (fracció de Maida): Vina
    - Zangarona (fracció de Lamezia Terme): Xingarona

  - Província de Cosenza
    - Acquaformosa: Firmoza
    - Cariati: Kariati
    - Castroregio: Kastërnexhi
      - Farneta (fracció de Castroregio): Farneta

    - Cerzeto: Qana
      - Cavallerizzo (a Cerzeto): Kejverici o Kajverici
      - San Giacomo di Cerzeto (a Cerzeto): Sënd Japku o Shën Japku

    - Cervicati: Çervikati
    - Civita: Çifti
    - Falconara Albanese: Fallkunara
    - Firmo: Ferma
    - Frascineto: Frasnita
      - Eianina (fracció de Frascineto): Ejanina

    - Lungro: Ungra o Ungir
    - Mongrassano: Mungrasana
    - Plataci: Pllatëni o Pllatani
    - San Basile: Shën Vasili
    - San Benedetto Ullano: Shën Benedhiti
      - Marri (fracció de San Benedetto Ullano): Allimarri

    - San Cosmo Albanese Strigari
    - San Demetrio Corone: Shën Mitri
      - Macchia Albanese (fracció de San Demetrio Corone): Maqi

    - San Giorgio Albanese: Mbuzati
    - San Martino di Finita: Shën Mërtiri o Shën Murtiri
    - Santa Caterina Albanese: Picilia
    - Santa Sofia d'Epiro: Shën Sofia
    - Spezzano Albanese: Spixana
    - Vaccarizzo Albanese: Vakarici

  - Província de Crotona
    - San Nicola dell'Alto (o San Nicola dell' Viola): Shën Kolli
    - Pallagorio: Puheriu o Puhëriu
    - Carfizzi: Karfici o Karfici
- Campània
  - Província d'Avellino
    - Greci: Katundi Greçi
- Molise
  - Província de Campobasso
    - Campomarino: Këmarini o Kemarini
    - Montecilfone: Munxhufuni o Munçifuni
    - Portocannone: Porkanuni o Portkanùn
    - Ururi: Ruri o Rùri
- Pulla
  - Província de Foggia
    - Casalvecchio di Puglia: Kazallveqi
    - Chieuti: Qefti o Kjéuti

  - Província de Tàrent
    - San Marzano di San Giuseppe: San Marcani o Shen Marzani
- Sicília
  - Província de Palerm
    - Contessa Entellina: Kundisa
    - Piana degli Albanesi: Hora e Arbëreshëvet
    - Santa Cristina Gela: Sëndastina o Shëndastina

## Estatut polític

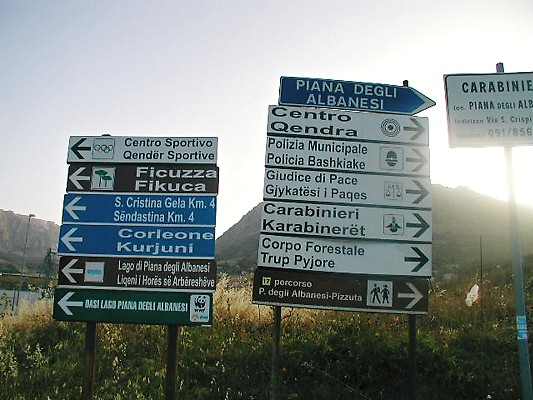
Senyalització bilingüe a Piana degli Albanesi

No es troben sota la protecció de l'article 6 de la constitució italiana, ja que no els esmenta. Nogensmenys, l'estatut de la Regió de Calàbria reconeix l'herència històrica, cultural i artística dels pobladors d'origen albanès i grec, i la promoció de l'ensenyament d'ambúes llengües allà on es parlin.
L'article 5 de l'estatut de Basilicata deixa en mans de les autoritats "promoure i renovar l'apreciació de l'originalitat de l'herència lingüística i cultural de les comunitats locals". I l'estatut de Molise estipula que les autoritats regionals vigilaran l'herència històrica i lingüística, així com els tradicions familiars de les comunitats ètniques del territori. Això només s'ha traduït en algunes retolacions bilingües.
Pel que fa a l'ensenyament, no està inclòs en el programa oficial d'estudis de preescolar ni de primària, llevat de com a activitat extraescolar. I pel que fa a secundària, només a l'institut de Shën Mitri (San Demetrio Corone) es fan cursos d'albanès. A l'ensenyament tècnic és totalment absent. Pel que fa a l'ensenyament universitari, a les facultats de Roma, Nàpols, Bari, Cosenza i Palerm es donen classes d'albanès. L'AIADI va organitzar cursos d'albanès per a mestres de primària del 1965 al 1975.

## Situació actual
En general, viuen en regions rurals i semirurals, encara que ja en els anys 70 n'hi havia 4.000 d'emigrats a Roma, i pateixen un fort fenomen de despoblació similar al resta de la regió, ja que han d'emigrar per millorar econòmicament. Així, es calcula que han perdut el 20% dels efectius en els darrers vint anys.
Sembla que ja s'establiren alguns al territori en els segles xiii i xiv, i foren reforçats per emigracions del segle xv de catòlics i ortodoxos, pagesos i guerrers, a causa de la caiguda de Constantinoble (1453) i a la mort de Skanderbeg (1568). Assoliren una certa autonomia administrativa i els empraren per repoblar viles abandonades, però en el segle xvii els ortodoxos de Molise i Pulla foren reprimits i obligats a adoptar la fe catòlica. Durant el segle xix prengueren un paper actiu en el Risorgimento i hi aparegueren algunes revistes i diaris en albanès.
La caiguda en l'ús de la llengua es deu a quatre factors principals:
- La dispersió territorial de les comunitats albaneses
- Influència del sistema educatiu, que facilita la diglòssia
- Influència dels mitjans de comunicació social, tots en italià
- Emigració massiva d'albanesos ètnics a causa de la precària situació econòmica.

## Organitzacions arbereshe
Durant els anys seixanta i setanta van aparèixer diverses associacions italo-albaneses, les més important de les quals eren:
- A Basilicata, el Gruppo Giorgio Kastriota Skanderbeg, amb la revista Vatra Jöne (La nostra llar).
- A Calàbria, l'Associazione Culturale italo-Albanesi, amb la revista Zeri i Arberesivet (La veu dels albanesos); el Circolo Culturale Genaro Placco, amb la revista Katundi Ynë (El nostre país); el Circolo Culturale Jeronimo di Rada; el Gruppo Hilzit i Temporit, l'AIAI, amb la revista Risveglio/Zgjimi, Jeta Arebereshë (Món albanès) i Calabria Sconosciuta; el Circolo Culturale Zjarri, amb la revista Zjarri (Foc); el Circolo Artistico e Culturale A. Lupinavi, que promou les dues emisores de ràdio Radio Libera Skanderbeg i Radio Libera Arbereshë; la Unione della Communità Italo-Albanesi, el Circolo Culturale Skanderbeg, la revista Dita Jöne (La teva jornada), els grups Cifi Shkembi i Gruppo Arberesh di San Benedetto Ullano.
- Al Laci, el Circolo Albanese Besa (Paraula Donada) amb les publicacions Vatra (Llar), Sheizat (La pleïade) i Flammuri.
- A Molise, la revista Gluhia Jöne e Bukur.
- A Puglia, la revista Zeri i Arbereshet.
- A Sicília, el Centro Regionale per le Tradizioni Albanese, amb la revista Laimtari I Arberehvet (El correu dels albanesos), l'Institito Internazionale di Studi Albanesi, amb un anuari, i la revista Fjala e Tin'zoti (Paraula de Déu), l'Associazione teatrale Ansambli i Teatrit Popullor Arbëresh, l'Associazione musicale Dhëndurët e Arbërit i culturale Fjala e re.

## Presència als mitjans de comunicació
No hi ha cap diari en albanès, però sí que algunes publicacions reben subsidis per incloure continguts en albanès:
- Zjarri (Foc), de caràcter lingüístic i científic, publicat de manera irregular, amb un 30% de continguts en albanès.
- Katundi Ynë, revista quatrimestral amb un 20-30% en albanès
- Kalendari i Arbëreshvet, anyal, amb un 80-90% en albanès
- Mondo Albanese, revista trimestral

D'altres són Zë i Arbëreshvet i l'aparició d'alguns articles en albanès al diari italià Rewnascita Sud. El nombre de diaris publicats en albanès, però, ha caigut en els darrers anys, tot i que el diari La Gazzetta di Mezzogiorno publica un suplement escrit la meitat en albanès, destinat, però, a Albània.
Pel que fa a la ràdio, les emisores Radio Libera Skanderbeg i Radio Shpresa Europa emeten alguns programes en albanès, però cap d'elles cobreix tot el territori de les comunitats albaneses.

## Frases en arbëreshë
| albanès                 | Arbëreshë                  | italià                       |
| ----------------------- | -------------------------- | ---------------------------- |
| Përshëndetje            | Falem                      | Ciao                         |
| Çfarë po bën?           | Çë bën?                    | Che fai?                     |
| Si jeni?                | Si je? / Si rrì?           | Come stai?                   |
| Shumë mirë              | Shumë / Ndutu mirë         | Molto bene                   |
| Faleminderit            | Haristis                   | Grazie                       |
| Flet shqip?             | Flet arbërisht?            | Parli albanese?              |
| Flas pak                | Flas pak                   | Parlo poco                   |
| Ku je?                  | Ku ndodhe / Ku je?         | Dove sei?                    |
| Unë jam nga Vlorë       | U jam ka Vlorë             | Io sono di Valona            |
| Je Shqiptar?            | Je Arbëresh?               | Sei Albanese?                |
| Ju lutem                | Ju parkales                | Per favore                   |
| E kënaqur që u njohëm   | Gezonem të të njoh         | Piacere di averti conosciuto |
| Mirëmëngjes             | Mirë menatë                | Buon mattino                 |
| Të jeni mirë / Kujdhesë | Të jesh me shëndetë / Ruaj | Stammi bene / Attento        |
| Si ju quajnë?           | Si të thonë?               | Come ti chiami?              |
| Unë quhem Ëngjëlliqe    | Mua më thonë Ëngjëlliqe    | Mi chiamo Angela             |
| Më vjen keq / Më falë   | Ndjésë / Ka më ndjésh      | Scusa / Mi scuso             |
| Nuk e kuptova           | Nëng / Ngë e ndëlgova      | Non ho capito                |
| Mirupafshim             | Qavarrisu                  | Arrivederci                  |
| Po                      | O / Ëj                     | Sì                           |
| Jo                      | Jo                         | No                           |